# 渡辺宏
渡辺 宏（わたなべ ひろし、Hiroshi Watanabe、1941年（昭和16年） - ）は、日本の実業家。持田製薬監査役。元三菱東京フィナンシャルグループ専務取締役。元旭硝子監査役。

## 略歴
- 1959年：栃木県立栃木高等学校卒業
- 1964年：東京大学法学部卒業，東京銀行入行
- 1992年：同行取締役就任
- 1995年：同行常務取締役就任
- 1996年：東京三菱銀行常務取締役就任
- 2000年：同行専務取締役就任
- 2001年：三菱東京フィナンシャルグループ専務取締役就任
- 2003年：旭硝子監査役就任
- 2009年：同社監査役退任，持田製薬社外監査役就任